# 陳敏兒
陳敏兒（英語：Barbara Chan Man Yi，1960年10月17日—），前香港女演員、節目主持。

## 背景
陳敏兒早年在九龍深水埗永隆街附近的唐樓成長，1967年畢業於紅磡聖嘉諾學校暨幼稚園（幼稚園部下午校，與政商界名人陸地為同屆同學），後曾就讀昔日位於九龍太子道375號、由中華基督徒播道會香港區會主辦的英文中學─培基英文書院（現址為福龍花園），在校時曾獲得香港賽馬會助學金，1978年中五畢業後升讀預科。當時正就讀中六的她因為遭到家人反對而選讀無綫電視的夜間藝員訓練班；早上上學，晚上到對衡道上課。而她之所以報讀訓練班，源於她當年剛巧在尖沙咀完成夏令營生活，適逢無綫電視招收訓練班學員，便與朋友乘車前往九龍塘報名。而且年少的陳敏兒也酷愛看電視，特別喜歡看無綫電視1970年代當紅小生黃元申的演出。 就讀訓練班初期，陳敏兒仍維持早晚上學的生活模式，後來由於兼顧不了而放棄學業。她以夜班學員身份入讀當時稱為「第一屆無綫電視藝員進修班」的無綫電視夜班訓練班，只此一屆，並最終於1979年與其他第八期無綫藝員訓練班學員一同畢業，同屆畢業生包括黃敏儀，以及陳敏兒的丈夫廖啟智等。1980年代，陳敏兒受到力捧，成為當紅花旦之一，劉德華的成名作《獵鷹》，該劇的第一女主角就是由陳敏兒擔演，因為其形象正面，曾多次飾演教師、社工及律師等角色。除拍劇外，亦曾擔任《體育世界》主持，《萬千星輝賀台慶》司儀及《歡樂今宵》演出工作。1993年7月起，陳敏兒淡出演藝圈，現時偶爾在基督教媒體中出現。

## 家庭生活
陳敏兒丈夫爲藝人廖启智，兩人於無綫電視藝員訓練班結緣，及後於1987年結婚，婚後育有三子。廖啟智於2021年3月28日因胃癌離世。
陳敏兒幼子廖文諾在2003年三歲時證實患上血癌，至2006年4月5日病逝。長子廖文哲及次子廖文信現時分別投身音樂及演藝幕後行業，其中廖文信（阿John）為香港YouTube頻道小薯茄後期製作人員。

## 演出作品

### 電視劇（無綫電視）
| 首播   | 劇集                 | 角色       | 性質       |
| 1979年 | 楚留香               | 神水宮宮女 | 訓練班實習 |
| 1979年 | 名劍風流             | 程妻       | 訓練班實習 |
| 1980年 | 上海灘               | 酒吧司儀   | 訓練班實習 |
| 1980年 | 親情                 | 陳美珍     | 女配角     |
| 1981年 | 無雙譜               | 郭旦香     | 女配角     |
| 1981年 | 風雨晴               | 勞思聰     | 第三女主角 |
| 1981年 | 佛山贊先生           | 阿雲       | 第三女主角 |
| 1981年 | 富貴榮華             | 方嘉慧     | 第二女主角 |
| 1981年 | 過客                 | 管鳳       | 第二女主角 |
| 1982年 | 荊途                 | 何佩雯     | 第三女主角 |
| 1982年 | 過山車               | 李嘉欣     | 第三女主角 |
| 1982年 | 痴情劫               | 方靜之     |            |
| 1982年 | 獵鷹                 | 王家琦     | 第一女主角 |
| 1983年 | 天降財神             | 向可人     | 第一女主角 |
| 1985年 | 挑戰                 | 林少文     | 第一女主角 |
| 1985年 | 中四丁班             | 楊靜       | 第一女主角 |
| 1985年 | 大廈                 | 余有福     | 第一女主角 |
| 1985年 | 都市風情之再見家園   | 阿妹       | 第一女主角 |
| 1986年 | 薛丁山征西           | 樊梨花     | 第一女主角 |
| 1986年 | 神勇CID              | 江寶華     | 第一女主角 |
| 1986年 | 林沖                 | 張明珠     | 第一女主角 |
| 1987年 | 靜待黎明             | 許靜       | 第一女主角 |
| 1987年 | 男兒本色             | 殷紹文     | 第一女主角 |
| 1987年 | 阿嬌正傳             | 樂文雅     | 第一女主角 |
| 1987年 | 北斗前鋒             | 程亞嵐     | 第一女主角 |
| 1987年 | 大明群英             | 馬秀英     | 第一女主角 |
| 1987年 | 書劍恩仇錄           | 駱冰       | 第三女主角 |
| 1988年 | 大都會               | 女友       | 客串       |
| 1988年 | 當代男兒             | 葉曉琳     | 第一女主角 |
| 1988年 | 太平天國             | 洪宣嬌     | 第一女主角 |
| 1989年 | 富貴流氓             | 易華       | 第一女主角 |
| 1989年 | 串燒冤家             | 宋婷       | 第一女主角 |
| 1990年 | 走路新郎哥           | 蟲蟲       | 第一女主角 |
| 1990年 | 天若有情             | 陳可蓉     | 第一女主角 |
| 1990年 | 夕陽戰士（電視電影） | 蓮         | 第一女主角 |
| 1991年 | 不婚媽咪             | 林思恩     | 第一女主角 |
| 1992年 | 愛生事家庭           | 鍾若詩     | 第一女主角 |

### 電視劇（香港電台電視部）
| 首播   | 劇集                 | 角色                 | 性質 |
| 1980年 | 百合花：成長         | 寄宿在保良局的中學生 |      |
| 1981年 | 屋簷下：飛不起的天鵝 | 學校社工溫老師Annie  |      |
| 1981年 | 城市故事：鴨脷洲     | 民政署職員阿莊       |      |

### 電影
- 1981：《處決》
- 1981：《財神到》
- 1983：《血汗金錢》
- 1983：《瘋狂83》
- 2003：《拜錯神》

### 參與節目（無綫電視）
- 《香港足球雜誌》
- 《體育世界》
- 《歡樂今宵》
- 《歡樂今宵省港澳呈祥迎新歲》
- 《歡樂今宵之靈猴獻瑞喜團圓》
- 《K-100》
- 《萬千星輝賀台慶》（大會司儀，1989年，1990年，1991年，1992年）
- 《最緊要健康》（主持，1995年）
- 《歡樂今宵團圓夜》（2007年11月7日）
- 《Home Sweet Home》（嘉賓，2009年4月18日）
- 《今日VIP》（嘉賓，2009年7月28日）
- 《至8女人心》（嘉賓，2009年12月20日）

## 電視廣告
- 1990年代：雅居樂花園
- 1997-1998年：牛頭牌五層鑊賀年廣告
- 2000年代：得成僱傭（與廖啟智）
- 2003年：牛頭牌五層鑊（與廖啟智）
- 2009年：綠養坊 健骨活絡專方
- 2010年：綠養坊 LDF 冬蟲夏草

## 外部連結
- 【明报周刊】剖白陪伴兒子抗癌感受 陳敏兒抑鬱症曾想死 廖啟智兼數職險崩潰
- 【明周娛樂】3:28秒片段中 「親情」劇情中蘇達成(黃樹棠飾)與陳美珍(陳敏兒飾)之結婚相片
- 優酷網上的「1990年《歡樂今宵》片段」
- 陳敏兒在香港影庫上的簡介
- 陳敏兒在豆瓣上的资料（简体中文）
- 陳敏兒在时光网上的簡介（简体中文）